# 弗朗勒
弗朗勒（法語：Franleu，法語發音：[fʁɑ̃lø]）是法国上法蘭西大區索姆省的一个市镇，属于阿布维尔区。

## 地理
弗朗勒（50°5'53"N, 1°38'25"E）面积8.43 平方千米，位于法国上法蘭西大區索姆省，该省份为法国北部沿海省份，北起加来海峡省和北部省，西接滨海塞纳省和大西洋英吉利海峡，南至瓦兹省，东临埃纳省。
与弗朗勒接壤的市镇（或旧市镇、城区）包括：谢皮、维默地区阿舍、阿雷、蒙斯布贝尔、奥尚库尔、凯努瓦勒蒙唐、瓦利讷。

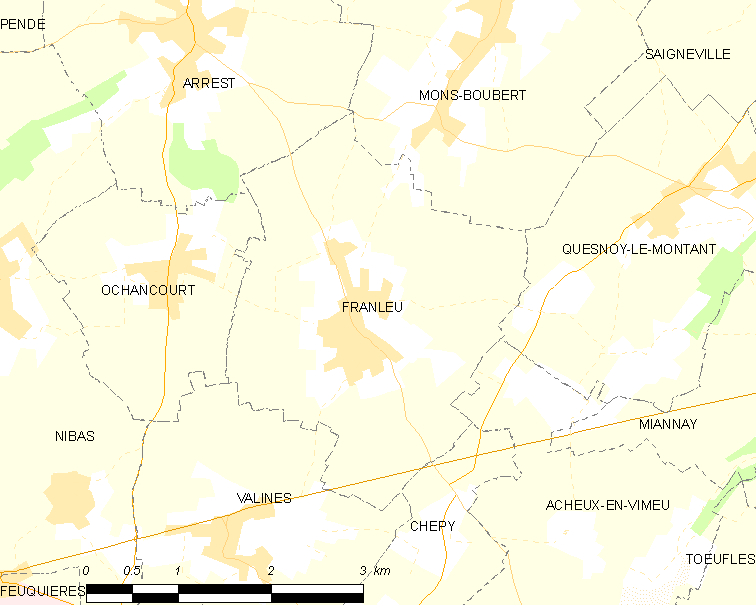
弗朗勒的OSM定位图

弗朗勒的时区为UTC+01:00、UTC+02:00（夏令时）。

## 行政
弗朗勒的邮政编码为80210，INSEE市镇编码为80345。

## 政治
弗朗勒所属的省级选区为阿布维尔第二县。

## 人口

1962-2008年间弗朗勒人口变化图示

弗朗勒于2022年1月1日时的人口数量为507人。